# 沃韦俄罗斯东正教教堂
俄罗斯东正教教堂，全称伟大殉教圣徒芭芭拉俄罗斯东正教教堂（法語：Église orthodoxe russe de la sainte mégalomartyre Barbara），是位于瑞士沃州沃韦的一座俄罗斯东正教教堂，已入列国家重要文化财产名录。

## 历史
19世纪时，日内瓦湖周边居住着数量可观的俄国人，主要集中于日内瓦（资产阶级家庭）和蒙特勒/沃韦（贵族）。沃韦最著名的俄罗斯人之一舒瓦洛夫伯爵见证了配偶和独生女芭芭拉的离世。根据不同记载，芭芭拉嫁给了多尔戈鲁基王子或奥尔洛夫伯爵 。舒瓦洛夫为了让女儿的记忆永垂不朽，于是捐建了一座东正教教堂，供奉基督教圣徒圣芭芭拉。
这座教堂由依波利托·莫妮杰蒂（Ippolito Antonovitch Monighetti）于1875年至1878年间在圣彼得堡设计，由沃州建筑师萨谬埃尔·凯泽尔（Samuel Késer）建造，1878年11月1日落成。1949年，这里成为教区教堂 ，并于1977年被列为国家重要文化财产。教会的管理引起了沃韦和日内瓦教会之间旷日持久的争议。 